# Хомлево
Хомлево — упразднённая деревня в Александровском районе Владимирской области России.

## География
Урочище находится в северо-западной части области, в зоне хвойно-широколиственных лесов, на расстоянии примерно 26 километров (по прямой) к северо-западу от города Александрова, административного центра района.

### Климат
Климат характеризуется как умеренно континентальный, с умеренно тёплым летом, холодной зимой, короткой весной и облачной, часто дождливой осенью. Среднегодовая температура воздуха — +3,4 °C. Годовое количество атмосферных осадков — 549 миллиметров, из которых большая часть выпадает в тёплый период.

## История
В «Списке населенных мест Владимирской губернии по сведениям 1859 года» населённый пункт упомянут как владельческая деревня Петрецово Переславского уезда, расположенная при пруде, в 32 верстах от уездного города. В деревне насчитывалось 6 дворов и проживало 48 человек (24 мужчины и 24 женщины).
В советское время входила в состав Дуденевского сельсовета Александровского района (в период с 1941 до 1965 годы — в составе Струнинского района). Упразднена решением облисполкома № 1086 от 22 сентября 1965 года как фактически не существующая.